# Monomorium inquilinum
Monomorium inquilinum é uma espécie de insecto da família Formicidae.
É endémica do México.

## Comportamento
A M. inquilinum só é conhecida por ser encontrada em formigueiros da espécie Monomorium cyaneum e nunca foram identificadas obreiras, apenas rainhas, pelo que se presume que se trata de uma espécie parasita e sem obreiras.